# Johannes Touront
Johannes Touront (ou Johannes Tauranth ; fl.  1450–1480) est un compositeur probablement franco-flamand, actif dans le troisième quart du XVe siècle.

## Biographie
Johannes Tourout est très probablement né en la petite ville (ou près) de Torhout, non loin de Bruges. Retrouvé en 2002, un document papal dans les archives du Vatican daté de juillet 1460 (seule source biographique sur le musicien), le cite en tant que clerc du diocèse de Tournai et « Hofkantorei » (chanteur) de l'empereur Frederick III, poste qu'il occupe jusqu'en 1467, lorsque son nom disparaît des comptes impériaux.
Ses œuvres subsistent dans les manuscrits 88 et 89 de Trente (Castello del Buon Consiglio), le Schedelsches Liederbuch et dans d'autres sources d'Europe centrale (notamment le Codex Speciálník), mais son style est clairement celui de sa formation en Flandre ou des territoires francophones.

## Œuvres
- O florens rosa (motet)
- O gloriosa regina mundi
- Chorus Iste
- Magnificat (Codex Strahov, Bibliothèque du monastère de Strahov, Prague)[7]
- Missa Mon œil
- Missa Groß Sehnen
- Missa primi toni. Œuvre présumée de Touront, selon son éditeur Jaap van Benthem[8], bien qu'attribuée encore à Johannes Ockeghem et connue sous le titre de Missa sine nomine a 3.

## Enregistrement
- Portrait of an Imperial Cantor – Cappella Mariana, Vojtěch Semerád (2022, Passacaille PAS 1124) (OCLC 1319168588)